# Wendela Bicker
Wendela Bicker (of Bickers) (Amsterdam, 30 december 1635 - Den Haag, 1 juli 1668) was de echtgenote van raadpensionaris Johan de Witt. Zij stamde uit het bekende Amsterdamse regentengeslacht Bicker.
Wendela Bicker werd geboren als dochter van Jan Bicker en Agneta de Graeff van Polsbroek. Op 19-jarige leeftijd huwde Wendela met Johan de Witt (1625-1672). Uit dit huwelijk werden vijf levensvatbare kinderen geboren:
- Anna de Witt (1655-1725), getrouwd met Herman van de Honert
- Agnes de Witt (1658-1688), getrouwd met Simon Teresteyn van Halewijn
- Maria de Witt (1660-1689), getrouwd met de latere burgemeester van Delft Willem Hooft
- Johan de Witt jr., heer van Zuid- en Noord-Linschoten, Snelrewaard en IJsselveere (1662-1701), getrouwd met Wilhelmina de Witt, dochter van Cornelis de Witt (de broer van Johan sr.) en Maria van Berckel. Johan jr. was schepen, vroedschap en secretaris van Dordrecht.
- Jacob de Witt (1667 - 1685), ongehuwd gebleven

Wendela Bicker stierf na een ziekbed van vier dagen op 1 juli 1668 in Den Haag. Bij haar overlijden werd zij voor een fiscaal vermogen van 160.000 gulden aangeslagen.
Na de dood van Johan de Witt sr. in 1672 werd Pieter de Graeff, de echtgenoot van Wendela's zuster Jacoba, voogd over de vijf kinderen.